# Zori
Zori (/ˈzɔːri/), tudi zōri (japonsko 草履ぞうり, japonska izgovorjava: [d͡zo̞ːɾʲi]), so japonski sandali z jermenom, izdelani iz riževe slame, blaga, lakiranega lesa, usnja, gume ali – najpogosteje in neformalno – sintetični materiali. So natikači, potomci sandalov z zavezovanjem varadži (草鞋(わらじ)).
Sodobne japonke podobne oblike so postale priljubljene v ZDA, Avstraliji in na Novi Zelandiji, ko so vojaki, ki so se vračali iz druge svetovne vojne, s seboj prinesli japonske zori.

## Uporaba
Tako kot mnogi japonski sandali se tudi zori enostavno obuje in sezuje, kar je pomembno na Japonskem, kjer se čevlje sezujejo in obujejo ob vstopu v hišo in izstopu iz nje, in kjer bi bilo zavezovanje vezalk nepraktično pri nošenju tradicionalnih oblačil.
Tradicionalne oblike zori so vidne, ko se nosijo z drugimi tradicionalnimi oblačili. Vendar pa so sodobne oblike precej pogoste pri priložnostnih zahodnjaških oblačilih, zlasti poleti. Medtem ko se geta (下駄, lesene natikače) zdaj večinoma nosi z neformalno jukato  (浴衣, dobesedno »kopalni plašč«) , se tradicionalni zori pogosto nosijo z bolj formalnim kimonom.
V dežju se lahko zori nosi s pokrivali za prste (šigure zori).

## Materiali
- Zori so tradicionalno izdelovali doma, prav tako varadži. Bodite pozorni na osnovo vrvice, ki jo drži med rokami in prsti na nogah in votek iz ohlapnih vlaken na njegovi desni.
- Slikovna navodila o tkanju vara-zōri ali varadži v ljudski vasi Hida Minzoku Mura; tkana obutev se danes na Japonskem redko proizvaja, zlasti zaradi praktičnih potreb.
- Podobni grobo tkani festivalski zori, vendar s trakovi, ovitimi v blago, preden jih zvijemo skupaj.
- Bolj fino tkani zori (tudi trakovi so bolj nazaj). Našiti podplati so le vidni na robovih.

Zori je nastal kot posebna oblika natikačev varadži na zavezovanje. V obdobju Edo (1603-1867) se je proizvodnja zorijev profesionalizirala in pojavile so se različne modne vrste, ki so uporabljale bolj modne materiale. Medtem ko so bili zori še vedno običajno tkani iz riževe slame (vara-zōri 藁 草履わら ぞうり, dobesedno »slamnati zori«), so uporabljali tudi različne vrste rogoza in bambusov tulec. Če so bili narejeni iz česa manj poceni kot riževa slama, so jim pogosto prišili dodaten podplat. To je lahko narejeno iz zvite konopljine vrvi (asaura-zōri), stebel glicinije (fudžiura-zōri) ali lesa v stranskih trakovih (zōri-geta ali itacuke-zōri). Na seti so bili uporabljeni usnjeni podplati. Sodobno se kot podplati uporabljajo poliuretan in pluta.
Zori imajo tudi različne zgornje površine. Zori s tkano pleteno prevleko se imenujejo tatami omote[6][b] Če so tkani iz riževe slame (kot zgoraj), so vara-zōri. Če so tkani po enakem vzorcu štirih osnov, vendar z uporabo votka bambusovega ovoja (lupine bambusovih stebrov), so takegava (たけがわ, 竹皮) zori, dobesedno zori iz bambusove kože. Podplat je lahko pleten tudi iz navadnega rogoza (igusa). To je material, ki se uporablja za večino tatamijev, igusa-zōri pa so tudi tkani na istem vzorcu z več osnovami kot tatami.
Rafija, ratan in papirnati trakovi (obdelani in zviti, da spominjajo na rogoz) se tudi uporabljajo za zgornje podplate. Nekateri podplati so skiamorfne oblike, ki izgledajo kot tkani zgornji podplati. Zgornji podplati so lahko tudi iz blaga, usnja, vinilne tkanine ali EVA pene. Podplati, izdelani v celoti iz nepremočljivih (običajno sintetičnih) materialov, se imenujejo 雨底 (amezoko) zori, dobesedno zori za dež. Zori iz elastomera se imenujejo ゴム草履 (gomu-zōri).
Ovijanje slamnatih trakov s tkanino naredi zori v fuku-zōri (zori iz blaga, 服草履ふくぞうり). Sodobni zori so običajno narejeni s trakovi kot ločenim kosom, ki niso tkani hkrati s podplatom.

### Hanao
Hanao so trakovi, ki držijo podplat na stopalu; del, ki se mora ohlapno prilegati med prste, je maecubo (前壺), stranski trakovi pa so joko-o (横緒). Hanao, tako kot zori podplati, so tradicionalno simetrični, brez razlike med levim in desnim, čeprav se nekateri dizajni od tega razlikujejo.
Hanao neformalnih zori je lahko izdelan iz materiala, podobnega velurju, kot se pogosto zgodi pri igusa zori. Hanao bolj formalnih barvnih vinilnih zori so vinilni ali tkaninski paščki. Tkanina je pogosto tkanina, ki se uporablja za čevlje, ali čirimen (vrsta japonskega krepa iz svile ali rajona) ali bombaž, pogosto z drugo, mehkejšo tkanino spodaj. Moški zori ima lahko tudi hanao iz usnja ali imitacije usnja.
Tradicionalno so hanao prilagojeni uporabniku, privezani so skozi tri luknje z vrvicami, pritrjenimi na trakove. Zahka se nosi in raztegne; v takšnih primerih je hanao mogoče prilagoditi ali zamenjati z majhnimi zavihki na podplatih, ki prikrijejo vozle, ki jih držijo na mestu. V drugih primerih pa je lahko popolnoma nedostopen, kar zahteva razpiranje zlepljenega podplata ali zamenjavo celotnega čevlja.

## Vrste in formalnosti
- Stranski pogled na polformalni vinilni zori. Hanao iz dveh tkanin, spodaj mehkejši.
- Moderni formalni ženski zori iz vinila
- Zgodovinski zori, pokriti s tkaninami
- Gumijasti gomu zori, ki se pogosto uporablja v kopalnicah in se pusti na vratih kopalnice
- EVA japonke za prodajo v prefekturi Kanagava; upoštevajte asimetrijo
- Sijajni vinil zori
- Tatami zori z všitim podplatom. Te se zdijo narejene iz papirnate "hitnice"
- Seta iz 19. stoletja; zgornja površina tkana
- Seta; zgornja površina je oblikovana imitacija površine na prejšnji sliki
- Zori, ki se nosi, z dodatno zavezo okoli gležnja, zapeto okoli vsakega traku
- Zori pri hoji

Na izbiro vplivata tako spol uporabnika kot formalnost priložnosti. Ne glede na sorto se zori skoraj vedno nosijo s tabi nogavicami.
Ženski zori so redko ploščati, razen igusa zori. Podplati so različnih debelin in kotov ter so običajno prekriti z vinilom ali tkanino, čeprav imajo nekatere sodobne različice podplat iz trde črne plastike z nedrsečo podlago. Nasprotno pa imajo moški zori skoraj vedno raven podplat.
Zorije s tkano pleteno prevleko imenujemo tatami omote. Takagava zori na splošno veljajo za razmeroma formalne zori, tudi če je prevleka vinilna imitacija tkane prevleke iz bambusa. Čeprav večina zori s prevleko iz tatami omote velja za moška oblačila – znana kot seta – obstaja tudi tradicionalna ženska obutev s prevleko iz tatami omote, čeprav je ta na splošno omejena na različico geta okobo. Nasprotno so igusa zori bolj moderni in se jih ne nosi s kimonom, ampak se štejejo za delovno obutev ali pa se včasih ujemajo s prostimi zahodnjaškimi ali japonskimi oblačili. Ti zori bolj spominjajo na ravne sandale s tkano podlago.
Seta so bile v preteklosti večinoma takegava seta, od leta 2002 pa so bile pogosto igusa seta; vse pogosteje so imeli tudi barvne in vzorčaste pasove.
Vinilni ali plastični zori so naslednji po formalnosti. Nosijo se s formalnimi oblačili, kot je napol formalni kimono. Najbolj formalno različico zori na splošno nosijo ženske; so zori, prekriti z brokatom, ki se uporabljajo z najbolj formalnimi kimoni, kot so poročna in pogrebna oblačila.
Hanao ali trakci so lahko bele ali črne, odvisno od priložnosti; beli hanao se nosi s formalnimi zori, črni pa velja za neuraden. Lahko tudi dopolnjujejo barvo oblačila. Črni, beli in rdeči so tradicionalni in se običajno množično proizvajajo, priljubljeni pa so tudi pisani z različnimi vzorci, ki so včasih izbrani ločeno od zori.